# クリストファー・ヘイブンズ
クリストファー・ヘイブンズ（英語: Christopher Havens、1981年 - ）はアメリカ合衆国の数学者、殺人犯である。

## 経歴

### 幼少期と殺人
ヘイブンズの数学の才能は小学校のころからすでに明らかだった。4年生の時には、自主学習で授業よりもずっと先の内容に進んでしまい、他の生徒の学習の手助けを行っていた。彼の母親はアメリカ陸軍の看護師として働いていたため、子供時代に家族はアメリカ国内で何度か引っ越しをした。母親はヘイブンズを賢くて優しい子供だと表現したが、ヘイブンズ自身は人づきあいに苦手なところがあり、引っ越しのたびに新しい環境に適応するのに苦労した。高校2年生の時に学校を中退し、同時に違法薬物に手を染めるようになった。また、薬物の購入資金を得るための窃盗も犯した。薬物依存は次第に悪化し、ついにはメタンフェタミンに頼るようになり、しばらくホームレス生活を送ることになった。ヘイブンズは何度も薬物をやめようとしたが、いつも再発してしまった。ある時点から自分で薬を売り始めた。 2010年3月末、ヘイブンズはワシントン州オリンピアで別の麻薬の売人を射殺した。まもなく殺人罪の容疑で逮捕され、2011年に懲役25年の刑を宣告された。ワシントン州ワラワラにあるワシントン州立刑務所に収監された。

### 数学者として
収監後、孤独感から気を紛らわすために、数学の問題を解き始めた。これらは教育プログラムの一部として刑務所で行われていたものだった。ヘイブンズは、トレーナーが手助けできなくなるレベルに達するまで数学のコースに参加した。2013年1月、ヘイブンズは権威ある数学雑誌の編集者に手紙を書き、より高度な数学を学習するための手助けを求めた。これをきっかけに、トリノ大学の数学教授ウンベルト・チェルッティ（Umberto Cerruti）と出会うことになった。チェルッティはヘイブンズの実力をテストするため、複雑な数学の問題を与えた。ヘイブンズは紙とペンだけで問題を解き、その解答用紙をつなげると長さは120cmにも達した。チェルッティがコンピュータを使って計算すると、ヘイブンズの回答は正しいことが確認された。チェルッティは大いに感心し、自らが取り組んでいる連分数の共同研究をヘイブンズに持ち掛けた。チェルッティと他の数学者たちは手紙を通じてヘイブンズを支援した。2014年にヘイブンズは警備レベルが最少の別の刑務所に移送された。2016年、刑務所当局はヘイブンズと共同で刑務所数学プロジェクト（Prison Mathematics Project, PMP）を立ち上げることを決定した。ヘイブンズは囚人仲間に数学の授業を行い、その見返りに専門図書館を設立することを許可された。
2020年、ヘイブンズ、チェルッティ、および研究に参加していた他の数学者たちは成果を「Research in Number Theory」誌に発表した。彼らは、双曲幾何学のいくつかのオブジェクトを連分数で変換すると、特定の対称性が形成されることを発見した。
この科学論文が発表されて間もなく、ウンベルト・チェルッティの娘であるマルタ・チェルッティが、刑務所内で科学研究に参加することの背景と困難さについて短い記事を書いた。彼女の記事は大きな注目を集め、何十人もの人々が PMP を支援するきっかけとなった。囚人は時間のかかる計算を実行するためのコンピューターにアクセスできない問題があったため、PMP 2023 では、囚人が利用可能な電子メールシステムを通じてこれを実行できる方法を開発した。

## 家族
母親は看護師のテリー・フォルテ、実の父親は詳細不明。ジーンという妹がいる。若い頃に結婚し、全部で5人の子どもをもうけた。ある娘に関しては、母親が育児に行き詰まってカリフォルニア州に親権を移したため、サンフランシスコでシングルファザーとして育てることになった。

## 書籍
- Christopher Havens, Stefano Barbero, Umberto Cerruti & Nadir Murru: Linear fractional transformations and nonlinear leaping convergents of some continued fractions, 29. Januar 2020, Research in Number Theory